# Hippopsicon attenuatum
Hippopsicon attenuatum är en skalbaggsart som beskrevs av Stefan von Breuning 1940. Hippopsicon attenuatum ingår i släktet Hippopsicon och familjen långhorningar. Inga underarter finns listade i Catalogue of Life.